# العلاقات الزامبية الموريتانية
العلاقات الزامبية الموريتانية هي العلاقات الثنائية التي تجمع بين زامبيا وموريتانيا.

## مقارنة بين البلدين
هذه مقارنة عامة ومرجعية للدولتين:
| وجه المقارنة                                              | زامبيا                         | موريتانيا                 |
| --------------------------------------------------------- | ------------------------------ | ------------------------- |
| المساحة (كم2)                                             | 752.62 ألف                     | 1.03 مليون                |
| عدد السكان (نسمة)                                         | 17.09 مليون                    | 4.42 مليون                |
| الكثافة السكانية (ن./كم²)                                 | 22.71                          | 4.29                      |
| العاصمة                                                   | لوساكا                         | نواكشوط                   |
| اللغة الرسمية                                             | لغة إنجليزية                   | اللغة العربية، لغة فرنسية |
| العملة                                                    | كواشا زامبي، كواشا زامبي قديم ‏ | أوقية موريتانية، أوقية ‏   |
| الناتج المحلي الإجمالي (بليون دولار)                      | 25.81 مليار                    | 5.02 مليار                |
| الناتج المحلي الإجمالي (تعادل القوة الشرائية) بليون دولار | 62.18 مليار                    |                           |
| الناتج المحلي الإجمالي الاسمي للفرد دولار أمريكي          | 1.30 ألف                       |                           |
| الناتج المحلي الإجمالي للفرد دولار أمريكي                 | 3.90 ألف                       | 3.91 ألف                  |
| مؤشر التنمية البشرية                                      | 0.586                          | 0.506                     |
| رمز المكالمات الدولي                                      | +260                           | +222                      |
| رمز الإنترنت                                              | .zm                            | .mr                       |
| المنطقة الزمنية                                           | ت ع م+02:00                    | 00                        |

## منظمات دولية مشتركة
يشترك البلدان في عضوية مجموعة من المنظمات الدولية، منها:
| علم المنظمة | اسم المنظمة                                 | تاريخ انضمام زامبيا | تاريخ انضمام موريتانيا |
| ----------- | ------------------------------------------- | ------------------- | ---------------------- |
|             | الاتحاد البريدي العالمي                     | ?                   | ?                      |
|             | يونسكو                                      | 9 نوفمبر 1964       | 10 يناير 1962          |
|             | البنك الدولي للإنشاء والتعمير               | 23 سبتمبر 1965      | 10 سبتمبر 1963         |
|             | منظمة التجارة العالمية                      | ?                   | 31 مايو 1995           |
|             | وكالة ضمان الاستثمار متعدد الأطراف          | 6 يونيو 1988        | 8 سبتمبر 1992          |
|             | البنك الإفريقي للتنمية                      | ?                   | ?                      |
|             | الاتحاد الدولي للاتصالات                    | 23 أغسطس 1965       | 18 أبريل 1962          |
|             | منظمة الشرطة الجنائية الدولية               | ?                   | ?                      |
|             | مؤسسة التمويل الدولية                       | 23 سبتمبر 1965      | 29 ديسمبر 1967         |
|             | الأمم المتحدة                               | 1 ديسمبر 1964       | 27 أكتوبر 1961         |
|             | الاتحاد الأفريقي                            | ?                   | 25 مايو 1963           |
|             | مجموعة دول أفريقيا والكاريبي والمحيط الهادئ | ?                   | ?                      |
|             | مؤسسة التنمية الدولية                       | 23 سبتمبر 1965      | 10 سبتمبر 1963         |
|             | منظمة حظر الأسلحة الكيميائية                | ?                   | ?                      |
|             | المركز الدولي لتسوية المنازعات الاستشارية   | 17 يوليو 1970       | 14 أكتوبر 1966         |